# Jean-Pierre Dick

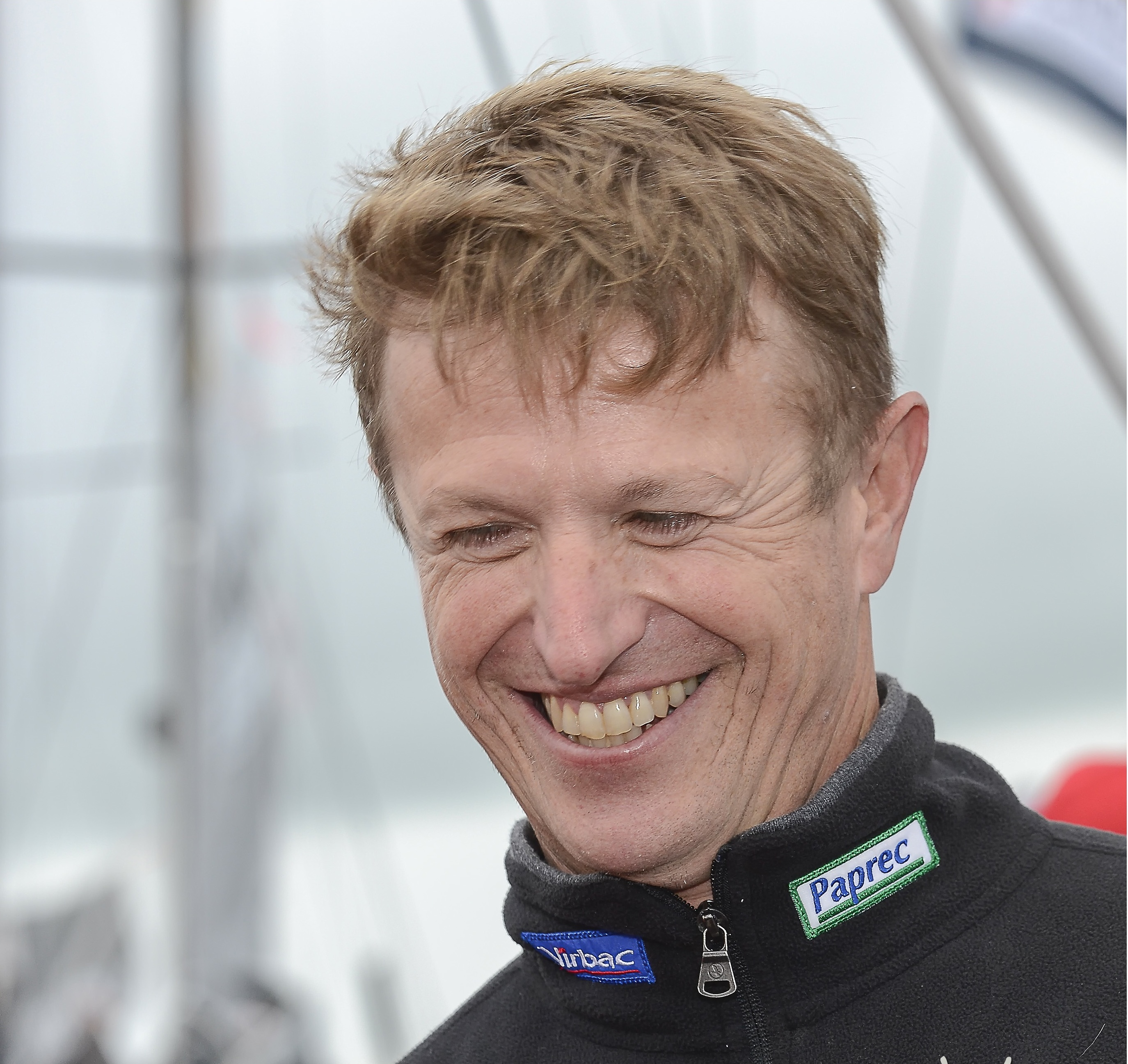
Jean-Pierre Dick, 2012

Jean-Pierre Dick, Spitzname Jipé/JP (* 8. Oktober 1965 in Nizza, Côte d’Azur, Frankreich) ist ein französischer Hochseesegler und professioneller Skipper. Die wichtigsten Erfolge hatte er bei Hochseeregatten für Zweiermannschaften. Eine seiner herausragendsten Leistungen ist der Abschluss der Vendée Globe 2012–2013 nach Verlust des Kiels 2643 Seemeilen vor dem Ziel auf dem vierten Platz.
Dick ist Tierarzt und Absolvent der HEC Paris.

## Wichtige Titel
Weltmeister der IMOCA-Klasse 2011, Sieger Barcelona World Race 2008 mit Damian Foxall und 2011 mit Loïck Peyron, Sieger Transat Jacques Vabre 2003 mit Nicolas Abiven, 2005 mit Loïck Peyron und 2011 mit Jérémy Beyou, Sieger Giraglia Rolex Cup 2002, Sieger Tour de France à la voile 2001, Sieger Spi Ouest France 1989, 1992, 1994, 1995, 2001.

## Würdigung
Jean-Pierre Dick wurde von Kollegen zum Seemann des Jahres 2011 der Fédération Française de voile gewählt. Er ist Ritter des Ordre national du Mérite.